# Emil Paur
Emil Paur (Txernivtsí ara Ucraïna, 19 de juliol de 1855 - Mistek, Txèquia, 7 de juny de 1932) fou un director d'orquestra austríac.
Fou deixeble del seu pare Franz Paur, i després estudià en el Conservatori de Viena. Adquirí ben aviat com a pianista i com a violinista, i fou successivament director d'orquestra a Cassel, a Koenigsberg, a Manheim i més tard en el Teatre Municipal de Leipzig. El 1893 succeí a Nikisch en la direcció de l'Orquestra simfònica de Boston i el 1898 passà a dirigir els concerts filharmònics de Nova York, on també exercí de professor, tenint entre els seus alumnes a Michel Gusikoff.
De retorn a Europa fou contractat a Madrid, i residí habitualment a Berlín, on ocupà el lloc de director d'orquestra en l'Òpera Reial, si bé presenta al cap de poc la dimissió del càrrec. El 1909 publicà una Simfonia en la menor.